# Kaspar von Schöneich
Kaspar von Schöneich, auch Caspar († Oktober 1547) war ein Kanzler der Herzöge von Mecklenburg.

## Leben

Lucas Cranach d.Ä.: Wappen des Caspar von Schöneich

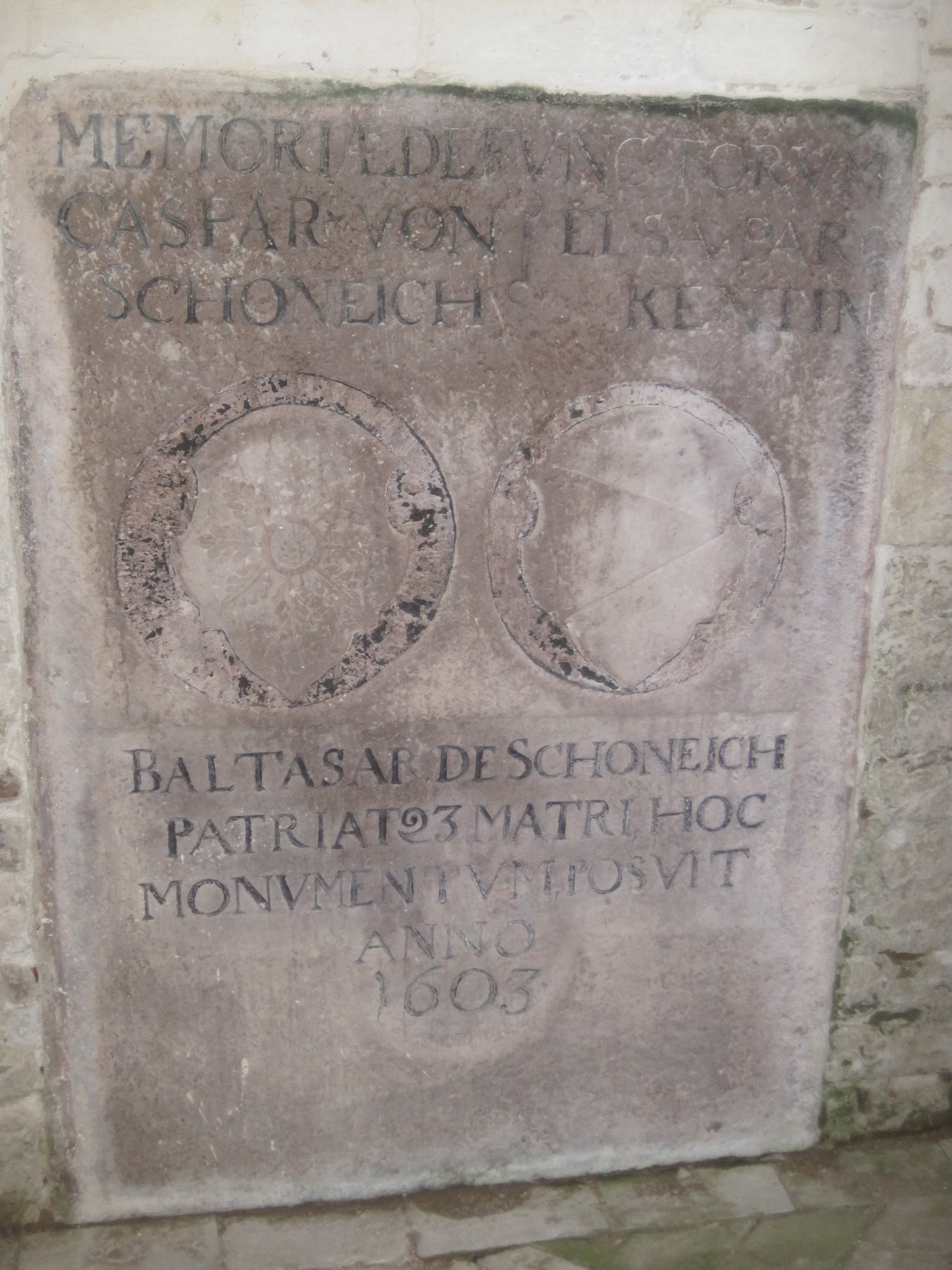
Grabplatte des Kaspar von Schöneich und seiner Frau in der Johanniter-Kirche in Groß Eichsen

Kaspar von Schöneich stammte aus dem Adelsgeschlecht Schönaich aus dem Niederlausitzer Uradel und kam als Vetter des mecklenburgischen Kanzlers Brandanus von Schöneich 1503 als Gesandter in den Dienst der mecklenburgischen Herzöge. Als diplomatischer Agent führte er Verhandlungen am kaiserlichen Hof. Nach dem Tod seines Vetters Brandanus wurde er 1507 Kanzler der Herzöge Balthasar, der schon im selben Jahr starb, und Heinrich V. (1479–1552), später auch für Herzog Albrecht VII. den Schönen (1486–1547).
Heinrich und Albrecht regierten zunächst gemeinschaftlich, obwohl Albrecht wiederholt eine Landesteilung befürwortete. Im Neubrandenburger Hausvertrag vom 7. Mai 1520 wurde festgelegt, dass Heinrich in Schwerin und Albrecht in Güstrow regieren sollte. Das Domanium wurde in zwei Hälften geteilt, der Klosterbesitz und die Städte blieben unter gemeinschaftlicher Regierung. Dies führte zu fortgesetzten Streitigkeiten zwischen den Brüdern und 1526 zum Ende der Kanzlerschaft Schöneichs für Herzog Albrecht. Schöneich blieb jedoch bis an sein Lebensende Kanzler Heinrichs. Als Anerkennung für die geleisteten Dienste wurde Kaspar von Schöneich seitens der Herzöge mit den Gütern Schönfeld (heute Ortsteil von Mühlen Eichsen), Seefeld, Santow (Grevesmühlen), Wieschendorff (Dassow) sowie Teilen von Webelsfelde (Mühlen Eichsen) und Wüstenmark (Testorf-Steinfort) belehnt. Dadurch Teil der Ritterschaft geworden, gehörte er zu den Unterzeichnern der am 1. August 1523 geschlossenen Union der Landstände.
Unter Kaspar von Schöneich kam der von seinem Vetter und Vorgänger begonnene Prozess, die Frühneuhochdeutsche (kaiserliche) Kanzleisprache im zuvor niederdeutschen Mecklenburg einzuführen, zum erfolgreichen Abschluss.
Er besaß mindestens eine der frühen am Körper tragbaren Uhren (Taschenuhren) von Peter Henlein, wie aus dem Briefwechsel zwischen Schöneich und Henlein deutlich wird, der sich im Landeshauptarchiv Schwerin erhalten hat.
Schöneich war verheiratet mit Elsa von Parkentin und wurde gemeinsam mit ihr in der Johanniter-Kirche Groß Eichsen bestattet. Aus dieser Ehe gingen die Kinder Balthasar (gest. 1603), Christoph (gest. vor Dez. 1600), Kaspar (gest. vor 1581) und Agnes (verm. 1564 mit Caspar Gans zu Putlitz) hervor. Sein Sohn Balthasar von Schöneich setzte seinen Eltern in der Kirche ein steinernes Wappen-Epitaph und die gemeinsame Grabplatte. Friedrich Schlie berichtet von einer weiteren Wappentafel Kaspar von Schöneichs, die sich 1898 in der Sammlung des Großherzoglichen Museums in Schwerin befand. Diese Arbeit der Renaissance erinnerte ihn an die Bronzearbeiten Peter Vischers (namentlich dessen Grabplatte für Prinzessin Helene von Mecklenburg im Schweriner Dom) und er vermutete, dass sie zusammen mit dem Renaissancealtar in der Sammlung des Museums ursprünglich zur Ausstattung der Schweriner Schlosskapelle gehört haben könnte.